# 聚酰亚胺

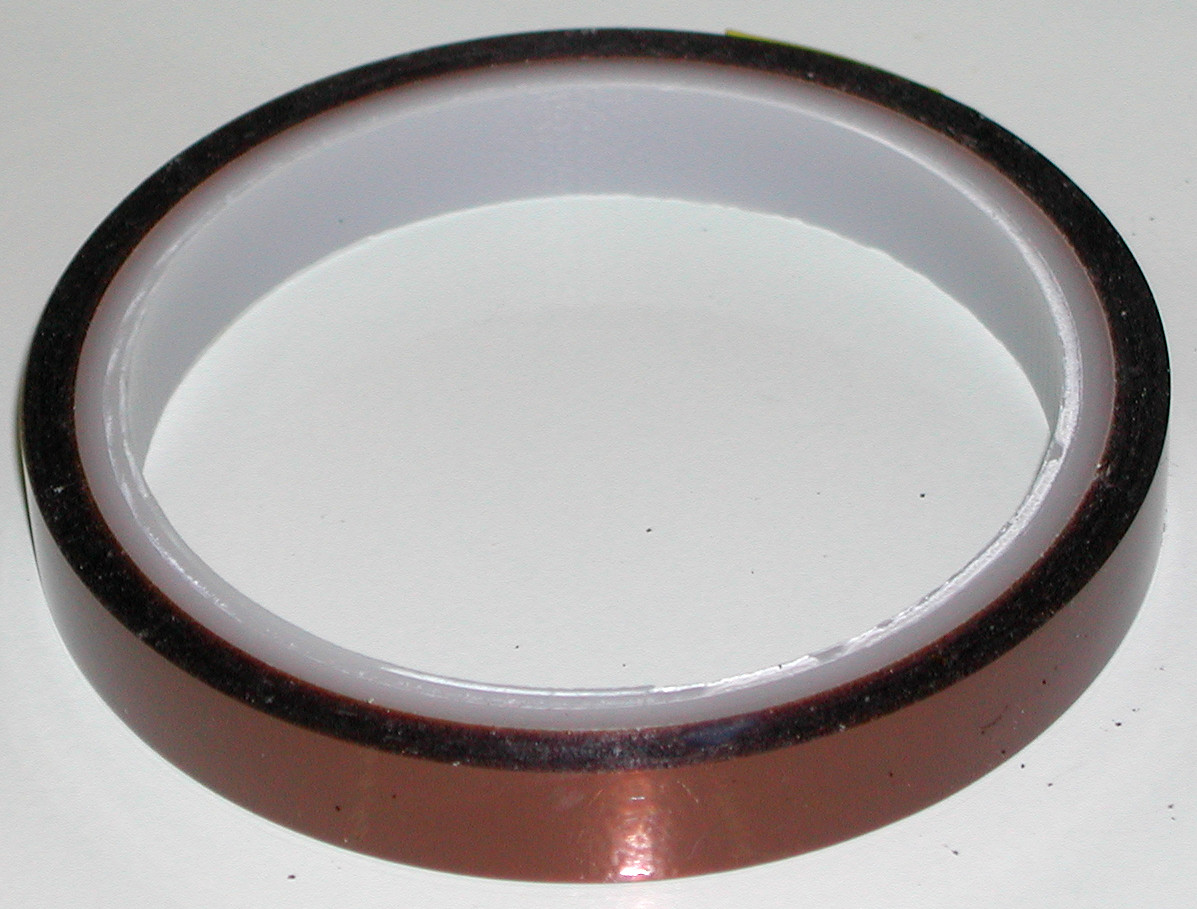
聚酰亚胺制成的高温黏合胶带

聚酰亚胺（英語：Polyimide，PI）是一类具有酰亚胺重复单元的聚合物，具有适用温度广、耐化学腐蚀、高强度等优点。1961年杜邦公司首次推出聚酰亚胺的商品。聚酰亚胺作为一种特种工程材料，今日已广泛应用在航空、航天、微电子、纳米、液晶、分离膜、激光等领域。

## 分类与合成
根据重复单元的化学结构，聚酰亚胺可以分为脂肪族、半芳香族和芳香族聚酰亚胺三种。根据热性质，可分为热塑性和热固性聚酰亚胺。
常用的合成方法有：
- 二酐和二胺在非质子极性溶剂如二甲基甲酰胺二甲基亚砜中进行缩合聚合，生成聚酰胺酸，之后加热固化脱水成聚酰亚胺。常用的二酐和二胺是均苯四甲酸二酐（PMDA）和4,4'-二氨基二苯醚[1]。

- 二酐和二异氰酸酯反应。

### 物理性质
热固性聚酰亚胺具有优异的热稳定性、耐化学腐蚀性和机械性能，通常为橘黄色。石墨或玻璃纤维增强的聚酰亚胺的抗弯强度可达到345 MPa,抗弯模量达到20GPa.热固性聚酰亚胺蠕变很小，有较高的拉伸强度。聚酰亚胺的使用温度范围覆盖较广，从零下一百余度到两三百度。

### 化学性质
聚酰亚胺化学性质稳定。聚酰亚胺不需要加入阻燃剂就可以阻止燃烧。一般的聚酰亚胺都抗化学溶剂如烃类、酯类、醚类、醇类和氟氯烷。它们也抗弱酸但不推荐在较强的碱和无机酸环境中使用。某些聚酰亚胺如CP1和CORIN XLS是可溶于溶剂，这一性质有助于发展他们在喷涂和低温交联上的应用。

## 应用

### 薄膜
聚酰亚胺薄膜是聚酰亚胺最早的商品之一，用于电机的槽绝缘及电缆绕包材料。主要产品有杜邦Kapton,宇部兴产的Upilex系列和钟渊Apical。透明的聚酰亚胺薄膜可作为柔软的太阳能电池底版。IKAROS的帆就是使用聚酰亚胺的薄膜制和纤维作的在火力发电部门，聚酰亚胺纤维可以用于热气体的过滤，聚酰亚胺的纱可以从废气中分离出尘埃和特殊的化学物质。
- 涂料：作为绝缘漆用于电磁线，或作为耐高温涂料使用。
- 先进复合材料：用于航天、航空器及火箭部件。是最耐高温的结构材料之一。例如美国的超音速客机计划所设计的速度为2.4M，飞行时表面温度为177℃，要求使用寿命为60000h，据报道已确定50%的结构材料为以热塑型聚酰亚胺为基体树脂的碳纤维增强复合材料，每架飞机的用量约为30t。
- 纤维：弹性模量仅次于碳纤维，作为高温介质及放射性物质的过滤材料和防弹、防火织物。中国长春有生产各种聚酰亚胺产品。
- 泡沫塑料：用作耐高温隔热材料。
- 工程塑料：有热固性也有热塑型，热塑型可以模压成型也可以用注射成型或传递模塑。主要用于自润滑、密封、绝缘及结构材料。广成聚酰亚胺材料已开始应用在压缩机旋片、活塞环及特种泵密封等机械部件上。
- 分离膜：用于各种气体对，如氢/氮、氮/氧、二氧化碳/氮或甲烷等的分离，从空气烃类原料气及醇类中脱除水分。也可作为渗透蒸发膜及超滤膜。由于聚酰亚胺耐热和耐有机溶剂性能，在对有机气体和液体的分离上具有特别重要的意义。

由於PI薄膜具有良好的耐高低溫性能、環境穩定性、力學性能以及優良的介電性能，在眾多基礎工業與高技術領域中均得到廣泛應用。
- 軟性電路板：軟性電路板的銅箔基板(FCCL)以及軟性電路板(FPCB)的保護層的應用最普遍，且市場也最大。
- 絕緣材料：電機電子設備絕緣、耐高溫電線電纜、電磁線、耐高溫導線、絕緣復合材料等。
- 電子產業領域：印刷電路板的主機板、手機、離手機、鋰電池等產品。一般來說常用是25µm以下的PI膜。
- 半導體領域應用：微電子的鈍化層和緩衝內塗層、多層金屬層間介電材料、光電印刷電路板的重要基材。
- 非晶矽太陽能電池領域：透明的PI膜可作為軟性的太陽能電池底板。超薄的PI膜可應用於太陽帆(光帆)。

### 电子元件和半导体工业
- 光刻胶：某些聚酰亚胺还可以用作光刻胶。有负性胶和正性胶，分辨率可达亚微米级。与颜料或染料配合可用于彩色滤光膜，可大大简化加工工序。
- 在微电子器件中的应用：用作介电层进行层间绝缘，作为缓冲层可以减少应力、提高成品率。作为保护层可以减少环境对器件的影响，还可以对a-粒子起屏蔽作用，减少或消除器件的软误差（soft error）。半导体工业使用聚酰亚胺作高温黏合剂，在生产数字化半导体材料和MEMS系统的晶片时，由于聚酰亚胺层具有良好的机械延展性和拉伸强度，有助于提高聚酰亚胺层以及聚酰亚胺层与上面沉积的金属层之间的粘合。[3]聚酰亚胺的高温和化学稳定性则起到了将金属层和各种外界环境隔离的作用。[4][5]
- 液晶显示用的取向排列剂：聚酰亚胺在TN-LCD、SHN-LCD、TFT-CD及未来的铁电液晶显示器的取向剂材料方面都占有十分重要的地位。
- 电-光材料：用作无源或有源波导材料光学开关材料等，含氟的聚酰亚胺在通讯波长范围内为透明，以聚酰亚胺作为发色团的基体可提高材料的稳定性。
- 湿敏材料：利用其吸湿线性膨胀的原理可以用来制作湿度传感器。

## 另見
- 2019年日韓貿易戰